# Benita Hume
Benita Hume (Londra, 14 ottobre 1906 – Egerton, 1º novembre 1967) è stata un'attrice inglese.

## Biografia
Nata a Londra, attrice teatrale e cinematografica, Benita Hume esordì sul grande schermo nel 1925. Durante la sua carriera prese parte a una quarantina di film, girati in Gran Bretagna e negli Stati Uniti. Tra i registi che la diressero, Alfred Hitchcock, Alexander Korda, Fred Niblo, Carmine Gallone, William Wyler.
Si ritirò dal cinema nel 1938. Nel suo ultimo film, Peck's Bad Boy with the Circus, fu diretta da Edward F. Cline.
Lavorò a Broadway solo una volta, in Symphony in Two Flats, una commedia di Ivor Novello messa in scena da Raymond Massey. Al termine della sua carriera, partecipò a programmi radiofonici e, negli anni cinquanta, ad alcuni episodi di serie televisive.
Sorella dello sceneggiatore Cyril Hume, si sposò nel 1938 con Ronald Colman. Il matrimonio durò fino alla morte dell'attore nel 1958. Nel 1959 si risposò con George Sanders. Morì nel 1967, all'età di 61 anni, a causa di un cancro.

## Filmografia
La filmografia è completa.

### Attrice

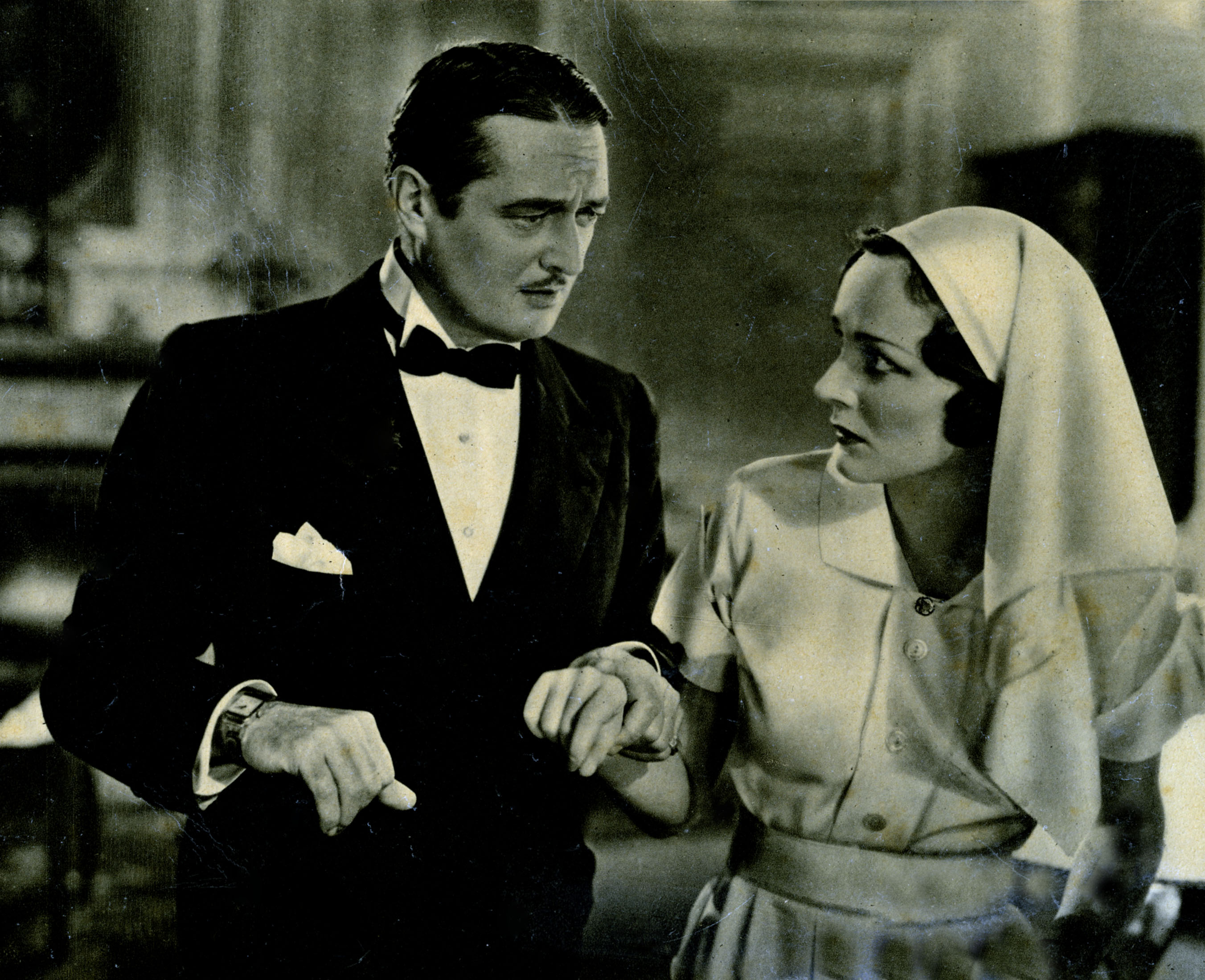
Nel film La volontà occulta

- The Happy Ending, regia di George A. Cooper (1925)
- Second to None, regia di Jack Raymond (1927)
- The Constant Nymph, regia di Adrian Brunel (1928)
- Virtù facile (Easy Virtue), regia di Alfred Hitchcock (1928)
- Balaclava la valle della morte (Balaclava), regia di Maurice Elvey e Milton Rosmer (1928)
- A South Sea Bubble, regia di T. Hayes Hunter (1928)
- A Light Woman, regia di Adrian Brunel (1928)
- The Lady of the Lake, regia di James A. FitzPatrick (1928)
- High Treason, regia di Maurice Elvey (1929)
- The Clue of the New Pin, regia di Arthur Maude (1929)
- The Wrecker, regia di Géza von Bolváry (1929)
- The House of the Arrow, regia di Leslie S. Hiscott (1930)
- Symphony in Two Flats, regia di Gareth Gundrey (1930)
- The Flying Fools, regia di Walter Summers (1931)
- La terribile notte nuziale (A Honeymoon Adventure), regia di Maurice Elvey (1931)
- Ultimo addio (The Happy Ending), regia di Millard Webb (1931)
- Service for Ladies, regia di Alexander Korda (1932)
- Help Yourself, regia di John Daumery (1932)
- Women Who Play, regia di Arthur Rosson (1932)
- Avventurieri galanti (Diamond Cut Diamond), regia di Maurice Elvey e Fred Niblo (1932)
- Men of Steel, regia di George King (1932)
- Sally Bishop, regia di T. Hayes Hunter (1932)
- Le signore di lord Camber (Lord Camber's Ladies), regia di Benn W. Levy (1932)
- Discord, regia di Henry Edwards (1933)
- Il sogno interrotto (The Little Damozel), regia di Herbert Wilcox (1933)
- Clear All Wires!, regia di George W. Hill (1933)
- Looking Forward, regia di Clarence Brown (1933)
- Gambling Ship, regia di Louis J. Gasnier e Max Marcin (1933)
- Solo una notte (Only Yesterday), regia di John M. Stahl (1933)
- The Worst Woman in Paris?, regia di Monta Bell (1933)
- Le ultime avventure di Don Giovanni (The Private Life of Don Juan), regia di Alexander Korda (1934)
- Jew Süss, regia di Lothar Mendes (1934)
- 18 Minutes, regia di Monty Banks (1935)
- The Divine Spark, regia di Carmine Gallone (1935)
- L'allegro inganno (The Gay Deception), regia di William Wyler (1935)
- La volontà occulta (The Garden Murder Case), regia di Edwin L. Marin (1936)
- Moonlight Murder, regia di Edwin L. Marin (1936)
- Il mio amore eri tu (Suzy), regia di George Fitzmaurice (1936)
- La fuga di Tarzan (Tarzan Escapes), regia di Richard Thorpe (1936)
- Rainbow on the River, regia di Kurt Neumann (1936)
- La fine della signora Cheyney (The Last of Mrs. Cheyney), regia di Richard Boleslawski e (non accreditati) Dorothy Arzner e George Fitzmaurice (1937)
- Peck's Bad Boy with the Circus, regia di Edward F. Cline (1938)

### Televisione
- Ladies on His Mind, episodio di Four Star Playhouse (1953)
- Mrs. Why, episodio di The Halls of Ivy (1954)
- The Chinese Student, episodio di The Halls of Ivy (1955)
- The French Exchange Student, episodio di The Halls of Ivy (1955)
- Calhoun Gaddy, episodio di The Halls of Ivy (1955)
- The Umbrella Man, episodio di The Halls of Ivy (1955)

### Film o documentari dove appare Benita Hume
- Her Golden Hair Was Hanging Down Her Back, regia di Alexander Butler (1925)
- Jack Is Invited to Ronald Colmans, episodio tv di The Jack Benny Program, regia di Ralph Levy (1956)